# 阿尔谢尼·兹维列夫
阿尔谢尼·格里戈里耶维奇·兹维列夫（俄语：Арсе́ний Григо́рьевич Зве́рев，1900年2月18日（3月2日）—1969年7月27日）是苏共中央主席团候补委员，是苏联财政部部长、经济学博士。

## 著作
《苏联国民收入和财政问题》 财政出版社1959年7月
《苏联财政在为共产主义建设服务》1961年12月4日《经济报》发表